# Lizhi pu
Das Buch Lizhi pu (chinesisch 荔枝譜 / 荔枝谱, Pinyin Lìzhī pǔ – „Litschi-Handbuch“) wurde von dem Kalligraphen und gelehrten Beamten Cai Xiang (1012–1067) in der Zeit der Nördlichen Song-Dynastie verfasst. 
Das Werk stammt aus dem Jahr 1059, dem 4. Jahr der Jiayou-Ära des Renzong-Kaisers und umfasst 1 Heft (juan). 
Es ist die erste dem Litschibaum und der Litschifrucht gewidmete Monographie der chinesischen Geschichte. Darin werden Litschiarten der Provinz Fujian, ihr Anbau, ihre Verarbeitung und Lagerung beschrieben. 
Litschibäume wachsen in China häufig in Guangdong, Guangxi, Fujian, Sichuan, Yunnan und Taiwan. Die Litschibäume der songzeitlichen Präfekturen Fuzhou und Quanzhou der Provinz Fujian kannte der Autor aus eigener Anschauung.
Ein weiteres wichtiges Werk zur Geschichte der chinesischen Ess- und Trinkkultur ist das Buch Chalu (Berichte über Tee) desselben Autors.	

## Alte Drucke
Das Werk ist in vielen alten Bücherreihen (congshu) enthalten, zum Beispiel dem Baichuan xuehai, Shuofu oder Umfassende Sammlung von Congshu.